# Nancy Currie
Nancy Jane Currie (Wilmington, 29 december 1958) is een voormalig Amerikaans ruimtevaarder. Currie haar eerste ruimtevlucht was STS-57 met de spaceshuttle Endeavour en vond plaats op 21 juni 1993. Het was een missie naar de EURECA satelliet. Ook werden er experimenten uitgevoerd in de SPACEHAB module.
Currie maakte deel uit van NASA Astronaut Group 13. Deze groep van 23 astronauten begon hun training in januari 1990 en werden in juli 1991 astronaut. In totaal heeft Currie vier ruimtevluchten op haar naam staan, waaronder een missie naar het Internationaal ruimtestation ISS en de Hubble-ruimtetelescoop. In 2005 verliet zij NASA en ging zij als astronaut met pensioen. 